# 刘晓明
刘晓明（1956年1月16日—），广东揭阳人，中华人民共和国外交官。现任中国政府朝鲜半岛事务特别代表。

## 生平
毕业于大连外国语学院英语系，曾在美国塔夫茨大学进修。1975年-1978年担任中华人民共和国驻赞比亚共和国大使馆职员，1998年-2001年担任中国驻美国大使馆公使，2001年至2003年间担任中国驻埃及大使，2004年-2005年担任甘肃省人民政府副秘书长、省长助理，2005年-2006年担任中央外事工作领导小组办公室副主任，2006年接替武东和任中国驻朝鲜大使至2010年。2010年3月，接替傅莹担任中国驻英国大使至2021年1月卸任，任职期长达11年，任期历经戈登·布朗、大卫·卡梅伦、特蕾莎·梅、鲍里斯·约翰逊四任英国首相。超越程永华成为中国外交史上单一驻在国任职时间最长的大使。
2021年4月12日，外交部发言人赵立坚宣布，刘晓明已于近日就任中国政府朝鲜半岛事务特别代表。
2022年9月19日，刘晓明陪同时任国家副主席王岐山在伦敦出席了伊丽莎白二世葬礼。

## 言论
2013年12月26日，日本首相安倍晋三于第二次任期满一周年之际访问靖国神社，为自1945年以来第四位于任上参拜靖国神社的首相，在亚洲引起极大争议并遭到中国外交部的抗议。驻英大使刘晓明则于2014年1月1日在《每日电讯报》撰文，称安倍的举动是日本军国主义抬头的体现，并将日本的军国主义比作“伏地魔”，靖国神社比喻为“魂器”（即伏地魔灵魂碎片的藏匿之处）。该文发表后造成极大反响，日本驻英大使林景一在4日后亦撰文反驳声称中国的对外军事扩张才应称为“伏地魔”，并称日本自战后一贯致力于维护世界和平。两人随后共同做客BBC的Newsnight节目并阐明双方对钓鱼岛主权归属的看法。是次争论引起多家国际媒体关注并被普遍认为是中日关系冻结的开始。
中国国家主席习近平于2015年10月访问英国之际，刘晓明大使接受了BBC和ITV两家英国媒体的访问。在10月18日与ITV的访谈中，刘大使称习近平“不会回避关于人权的问题”，并称英国大批钢铁工人失业不应归咎于中国对英国的钢铁倾销。在同一天做客BBC的Andrew Marr Show时，刘大使则又讽刺中国知名艺术家和持不同政见者艾未未是“所谓的‘艺术家’”，并称艾受到欢迎的原因是“批评中国政府”。他同时声称中国有“很多有才华而且比他（艾）好的艺术家”，并称艾是一个“经济罪犯”且因逃稅和销毁账务文件而被中国政府列为嫌疑犯，但“从来没有被关起来”。刘大使还反问，若艾在英国犯罪，英国政府“会不会进行调查”。
2017年6月，香港政权移交20周年前夕，刘晓明接受英国广播公司广播四台早间时政节目《今日》节目专访。在采访中，刘晓明坚定支持“一国两制”，强调香港有民主体制，是中国不可分割的一部分，其内部事务“不容许外国政府插手”。
2018年4月，刘晓明在《卫报》发表署名评论文章评论中美贸易战，指中国始终敞开谈判大门之时，美国仍然坚持单边主义立场。2018年5月，刘晓明指朝鲜政府正密切关注美国退出联合全面行动计划的有关细节。
2019年7月，刘晓明批评英国外交大臣杰里米·亨特关于反对逃犯条例修订草案运动的自由言论完全错误，破坏香港法制。同日，中国外交部发言人耿爽表示亨特“似乎还沉浸在昔日英国殖民者的幻像当中，还执迷于居高临下对他国事务指手画脚的恶习当中”。随后，英國外交及聯邦事務部召见刘晓明，指刘晓明的言论“不可接受、不够准确”。同时，亨特警告称，如果中国政府侵害人权，会有“严重后果”。
2020年7月19日，刘晓明在英國廣播公司第一台电视访谈节目《安德鲁·马尔秀》的专访中表示，英国对华为5G设备的禁令“是一个非常错误的决定”，指出该决定宣布当天“对华为是黑暗的一天，对中英关系也是黑暗的一天，对英国则更是黑暗的一天，因为英国失去了成为5G领军者的机会”，并引用英国历史学者馬丁·雅克对1793年馬加爾尼使團觐见乾隆皇帝一事的表述，称“我真不知道接下来的150年将会发生什么”。
2021年1月25日，刘晓明举行线上离任招待会并在会上发表题为《精诚如一，善始令终》的讲话。

## 荣誉

### 外国勋章奖章
- 一级友谊勋章（朝鲜，2010年2月3日于平壤万寿台议事堂颁发[23]）

## 人物事件
2020年9月9日，裴倫德於Twitter發帖指劉曉明在Twitter對一足交影片讚好。英国广播公司报道指，其账号还显示为批评中国共产党、显示新疆维吾尔人被拘押的推文点赞。另据《纽约时报》报道，刘晓明账户曾多次为自己点赞，有时甚至为批评自己的贴文点赞，事件发生后刘晓明账户删除了过去一年点的几十个赞。中国驻英使馆当日发表声明称，其推特账号被攻击，已向Twitter公司举报。刘晓明随后转发使馆声明推文，并写道“真金不怕火炼”。